# Коаврел
Коаврел (фр. Coivrel) насеље је и општина у североисточној Француској у региону Пикардија, у департману Оаза која припада префектури Клермон.
По подацима из 2011. године у општини је живело 255 становника, а густина насељености је износила 41,73 становника/km². Општина се простире на површини од 6,11 km². Налази се на средњој надморској висини од 142 метара (максималној 150 m, а минималној 95 m).

## Демографија
| 1962. | 1968. | 1975. | 1982. | 1990. | 1999. | 2011. |
| ----- | ----- | ----- | ----- | ----- | ----- | ----- |
| 206   | 193   | 166   | 168   | 223   | 232   | 255   |

График промене броја становника у току последњих година